# Ioan Dănescu
Ioan Dănescu, romunski general, * 1892, † 1941.